# Srna grapa
Srna grapa – potok w Słowenii, uchodzący do Trebušicy. Na potoku występują liczne wodospady, największy ma 15 m wysokości.